# Amicale Internationale KZ Neuengamme

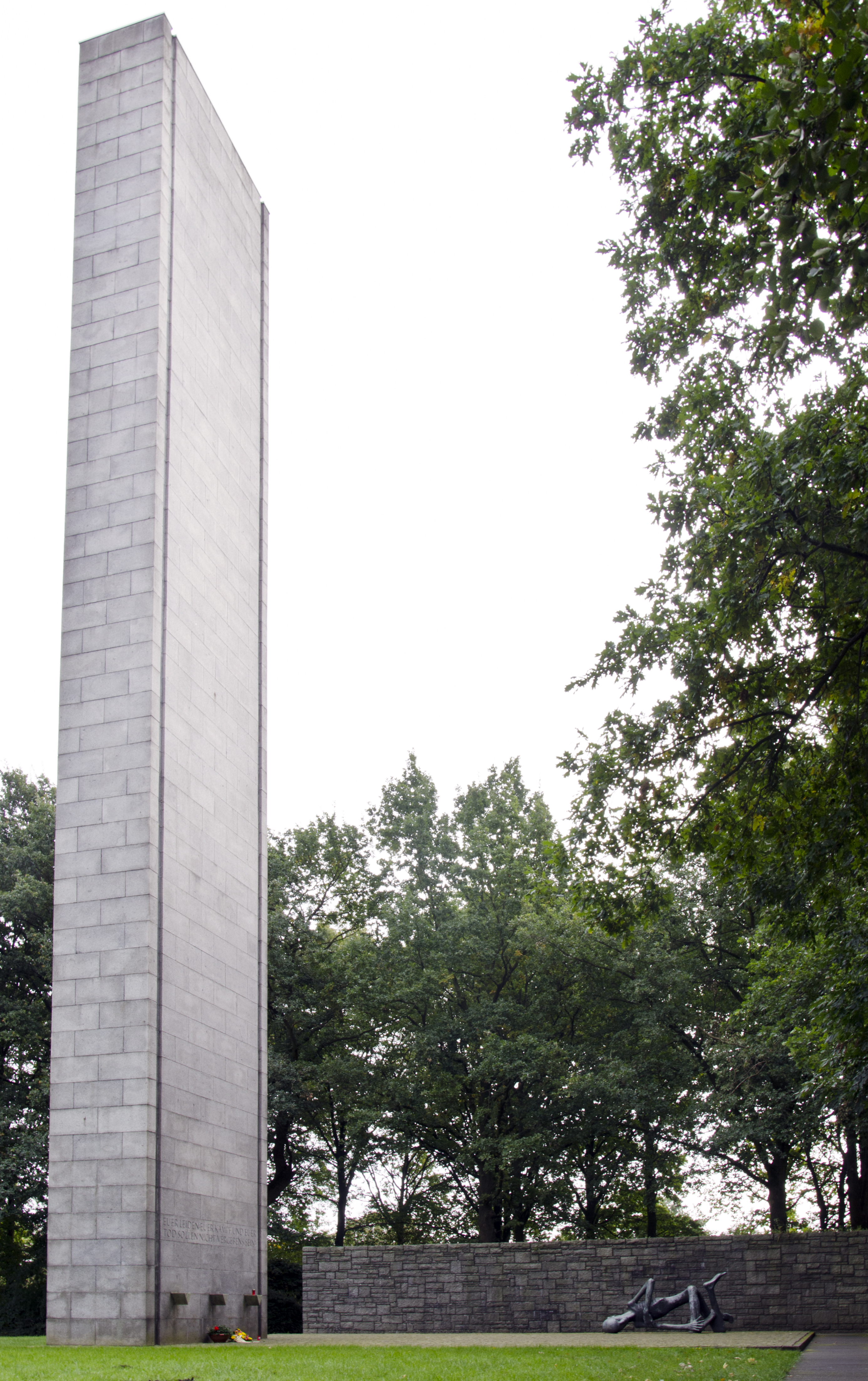
Internationales Mahnmal mit der Skulptur „Der sterbende Häftling“ von 1965, gestiftet von der Amicale Internationale KZ Neuengamme (2016)

Die Amicale Internationale KZ Neuengamme (AIN) ist ein internationaler Dachverband von Häftlingsvereinigungen zur Erinnerung an die Geschichte des Konzentrationslagers 
Neuengamme. Sitz ist die KZ-Gedenkstätte Neuengamme. Präsident ist seit dem Jahr 2015 Jean-Michel Gaussot.

## Geschichte
Nach der Befreiung vom Nationalsozialismus organisierten sich schon ab 1945 in vielen europäischen Ländern  Neuengamme-Überlebende in Vereinigungen und Freundeskreisen. In Deutschland entstand die Arbeitsgemeinschaft Neuengamme, die als gesamtdeutsche Lagergemeinschaft bis 1965 bestand. International hielten die KZ-Überlebenden Kontakt.
Der Verband wurde 1958 unter der Bezeichnung Amicale Internationale de Neuengamme in Brüssel gegründet; die heutige Bezeichnung erhielt er 1990. Zu den Gründungsmitgliedern aus Belgien, Frankreich und der Bundesrepublik Deutschland zählten ehemalige Häftlinge des KZ Neuengamme und dessen Außenlagern. Später traten dem Dachverband Häftlingsverbände aus Dänemark, der DDR, Griechenland, Jugoslawien, den Niederlanden, Österreich, Polen, Rumänien, der Sowjetunion, der Tschechoslowakei und Ungarn bei.
Heute gehören der AIN Häftlingsverbände aus Belgien, Dänemark, Deutschland, Frankreich, den Niederlanden und Polen an. Die Verbandstätigkeiten sind von der Kinder- und Enkelgeneration ehemaliger Häftlinge geprägt. Zentrales Anliegen sind neue Formen zur Weitergabe der Geschichtserinnerung.

## Aufgaben und Aktivitäten

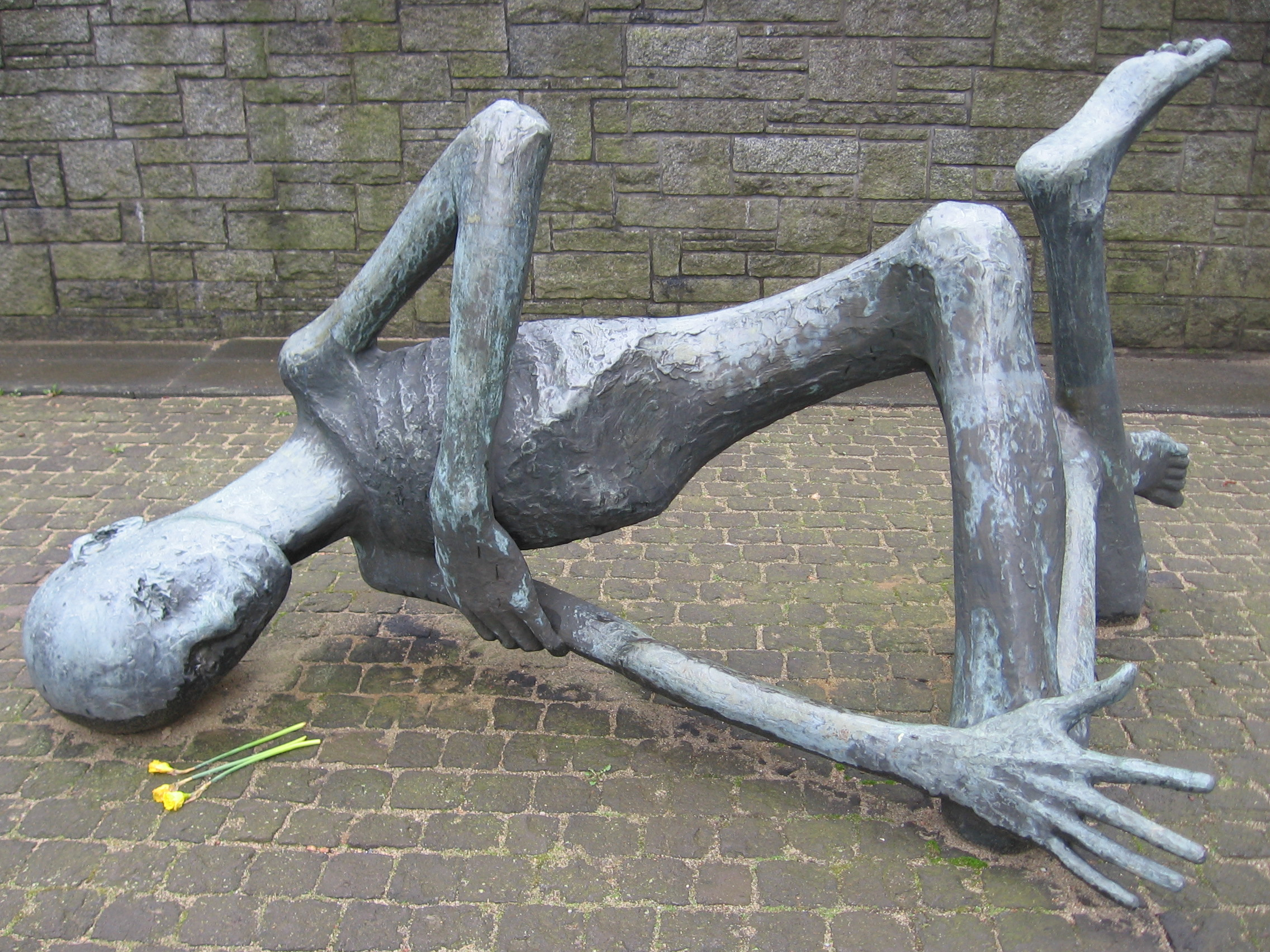
Skulptur Der sterbende Häftling der Gedenkstätte von Françoise Salmon (2006)

Zu den ursprünglichen Zielen der AIN gehörten die Errichtung und später der Ausbau der Gedenkstätte auf dem früheren Gelände des KZ Neuengamme, was mit der Einrichtung der Gedenkstätte im Jahr 2005 erreicht wurde. 1961 beschloss die AIN die Errichtung eines internationalen Denkmals für die Toten des KZ Neuengamme am ehemaligen Standort des Krematoriums. Es entstand nach Entwürfen des Architekten Guy Perrouin, der Bildhauerin Françoise Salmon und des Bildhauers Jean Paul Luthringer. Im Jahr 1965 wurde das Mahnmal im Beisein von 1800 Überlebenden und Hinterbliebenen eingeweiht.
Die ersten Projekte waren die Erstellung einer schriftlichen Darstellung des Konzentrationslagers Neuengamme und die Durchführung einer internationalen Pilgerfahrt nach Neuengamme, die 1960 am 15. Jahrestag der Befreiung des KZ stattfand. Seit ihrer Gründung führt die AIN in mehrjährigem Abstand an verschiedenen Orten mit den Mitgliedern internationale Kongresse durch.
Auf dem Kongress von 1995 in Biarritz wurden Statuten der AIN beschlossen. Danach ist das Ziel der Vereinigung die Erfassung der Überlebenden und Hinterbliebenen, der Angehörigen von Widerstandskämpfern, der politischen Gegner und der Opfer des Nationalsozialismus, die im KZ Neuengamme oder seinen Außenlagern interniert waren.